# Lester C. Thurow
Lester Carl Thurow (* 7. Mai 1938 in Livingston, Montana; † 25. März 2016 in Westport, Massachusetts) war ein US-amerikanischer Wirtschaftswissenschaftler und der Autor mehrerer populärer Fachbücher, die vor allem komplexen Fragen der wirtschaftlichen Entwicklungen in den großen Wirtschaftsräumen Amerika, Europa, Japan und China nachgehen.

## Leben
Thurow studierte Volkswirtschaftslehre am Williams College und Philosophie am Balliol College der University of Oxford. Anschließend promovierte er 1964 in Wirtschaftswissenschaft an der Harvard University. Er lehrte lange Jahre an der renommierten MIT Sloan School of Management in  Boston und amtierte dort auch als Dekan. Er wirkte auch als wirtschaftspolitischer Berater mehrerer US-Präsidenten und galt, besonders seit seinem Bestseller "Die Zukunft des Kapitalismus", als wichtiger Vordenker zukünftiger Globalisierungsstrategien. 1984 wurde er in die American Academy of Arts and Sciences aufgenommen.
Lester Thurow saß im Board of Directors (Verwaltungsrat) der Unternehmen Analog Devices, Grupo Casa Autrey und E-Trade. Daneben arbeitete er als Wirtschaftskolumnist für Publikationen wie den Boston Globe und USA Today, davor auch für die New York Times (als deren Mitherausgeber er fungierte) und Newsweek.

## Veröffentlichungen (Auswahl)
- Die Zukunft der Weltwirtschaft. Aus dem Englischen von Bernd Rullkötter, Campus-Verlag Frankfurt/New York 2004, ISBN 3-593-37401-3.
- Die Zukunft des Kapitalismus. Deutsch von Ursel Reineke, Metropolitan-Verlag Düsseldorf/München 1996, ISBN 3-89623-057-3.